# Cachoeira Grande
Pour les articles homonymes, voir Cachoeira.
Cachoeira Grande est une municipalité brésilienne située dans l'État du Maranhão.